# Nectophryne
Nectophryne – rodzaj płazów bezogonowych z rodziny ropuchowatych (Bufonidae).

## Zasięg występowania
Rodzaj obejmuje gatunki występujące w Nigerii, Kamerunie, Gabonie, północno-wschodniej Demokratycznej Republice Konga oraz na wyspie Bioko należącej do Gwinei Równikowej.

## Rozmnażanie
Jeden z dwóch należących do tego rodzaju gatunków, Nectophryne afra, wykazuje opiekę rodzicielską. Złożone przez samicę jaja pilnowane są przez samca.

## Systematyka

### Etymologia
Nectophryne: gr. νηκτος nēktos, νηκτον nēkton „pływający, wodny”; φρυνη phrunē, φρυνης phrunēs „ropucha”.

### Podział systematyczny
Do rodzaju należą następujące gatunki:
- Nectophryne afra Buchholz & Peters, 1875
- Nectophryne batesii Boulenger, 1913

## Zagrożenia
Do zagrożeń nękających gatunki tego rodzaju zaliczyć można zniszczenie środowiska naturalnego.